# باشگاه فوتبال خزر سومقاییت
باشگاه فوتبال خزر سومقاییت (به لاتین: FK Khazar Sumgayit) یک تیم فوتبال منحل‌شده در جمهوری آذربایجان است.